# Slender Man stabbing
Jako tzv. Slender Man stabbing je označován pokus o vraždu, který se odehrál v americkém městě Waukesha ve Wisconsinu 31. května 2014. Dvě dvanáctileté dívky jménem Anissa Weierová a Morgan Geyserová přilákaly svou nejlepší kamarádku Payton Leutnerovou do lesa a uštědřily jí celkem 19 bodných ran; jejich cílem bylo zalíbit se fiktivní postavě jménem Slender Man, o kterém věřily, že doopravdy existuje a stát se tak jeho „zástupkyněmi“ (angl. proxies). Oběť se poté odplazila k silnici, kde byla nalezena náhodně projíždějícím cyklistou, následně urychleně převezena do nemocnice, zachráněna a po sedmi dnech hospitalizace propuštěna. Pachatelky byly soudem označeny za duševně choré a odsouzeny k dlouhodobému pobytu v psychiatrické léčebně.

## Pozadí
Slender Man je fiktivní postava, která vznikla roku 2009 na internetovém fóru Something Awful během soutěže ve vytváření paranormálních obrázků pomocí Photoshopu. Legenda o Slender Manovi byla následně rozšířena dalšími uživateli, kteří vytvářeli fanfikce a doplňující umělecká ztvárnění této postavy.
Jedná se o nepřirozeně vysokou, hubenou postavu s bílou hlavou bez jakýchkoli rysů obličeje, někdy je vyobrazován v černém obleku a s chapadly vycházejícími z jeho zad. Podle legendy může jedincům způsobovat amnézii (ztrátu paměti), záchvaty kašle a vyvolávat paranoiu; tyto příznaky se obecně nazývají „Slender sickness“, neboli „Slendrova nemoc“. Podle některých verzí příběhu se schovává v lese nebo pronásleduje děti.
Anissa Weierová, Morgan Geyserová (pachatelky) a Payton Leutnerová (oběť) byly spolužačky (údajně nejlepší kamarádky), kterým bylo v době incidentu dvanáct let. Podle ředitele školy neměly pachatelky žádné problémy s chováním, noc před provedením činu spolu přespávaly doma u jedné z nich. Slender Mana objevily na stránce Creepypasta Wiki, což je webová stránka zasvěcená creepypastám. Později uvedly, že uvěřily tomu, že Slender Man doopravdy existuje a že mu chtěly prokázat loajalitu, aby se mohly stát jeho „zástupkyněmi“ (angl. proxies) a zabránit tak tomu, aby ublížil jejich rodinám. Myslely si, že jediný způsob, jak toho dosáhnout, je někoho zabít, počemž by se staly jeho služebnicemi a bydlely by v jeho sídle, o kterém si myslely, že se nachází na chráněném území jménem Nicolet National Forest nacházející se asi 400 kilometrů severozápadně od Waukeshy.

## Napadení
Weierová a Geyserová původně vraždu naplánovaly na 30. května 2014. Plánem bylo zalepit Leutnerové ústa lepicí páskou, bodnout ji do krku a utéct, což ale nakonec neudělaly - myslely si, že jsou na to moc unavené. Druhým plánem bylo vraždu provést na veřejných toaletách v místním parku; důvodem bylo, že se na místě nacházejí odtoky odpadu, které by odváděly pryč její krev.
K opravdovému útoku nakonec došlo v nedalekém lese v David's Park během hry na schovávanou 31. května 2014. Leutnerová byla přimáčknuta k zemi a celkem 19× pobodána do horních i dolních končetin a trupu, jako zbraň byl použit kuchyňský nůž s čepelí dlouhou 13 cm. Dvě rány trefily vnitřní orgány, z toho jedna minula aortu o méně než milimetr, další probodla bránici a zařízla se do jater a žaludku. Weierová řekla oběti, aby zůstala ležet na zemi, protože „krev tak poteče pomaleji“. Poté jí obě pachatelky sdělily, že seženou pomoc, místo toho ale prostě odešly. Oběť se dovlekla k nedaleké silnici, kde byla nalezena náhodně projíždějícím cyklistou, Gregem Steinbergem.
Weierová a Geyserová byly zatčeny poblíž mezistátní silnice číslo 94 v obchodě s nábytkem, nůž, který byl použit jako zbraň, byl nalezen u nich v batohu. Zatímco Geyserová nepociťovala žádný soucit, Weierová měla pocit viny, ale myslela si, že tento čin (vražda) byl nezbytný k tomu, aby se zalíbily Slender Manovi.
Leutnerová byla propuštěna z nemocnice o sedm dní později a do školy se vrátila v září téhož roku.

## Soud
V roce 2017 Weierová přiznala svou vinu za pokus o vraždu druhého stupně, porota ji ale shledala nevinnou vzhledem k duševní poruše. Geyserová uzavřela dohodu o vině a trestu, podle které by nepodstoupila soudní proces a místo toho by byla hospitalizována v psychiatrické léčebně. Později také přiznala svou vinu, ale byla taktéž shledána nevinnou kvůli duševní poruše.
Weierová byla odsouzena k neurčitému trestu po dobu 25 let, který zahrnuje minimálně 3 roky odnětí svobody a nedobrovolnou léčbu ve státním psychiatrickém ústavu s následným společenským dohledem do završení 37 let života. Geyserová byla odsouzena na nejvyšší možnou dobu 40 let neurčitého trestu zahrnující nedobrovolnou léčbu ve státním psychiatrickém ústavu buď do úplného rozřešení symptomů nebo završení 53 let života podle toho, co nastane dřív, s následným nepřetržitým společenským dozorem a pravidelným přehodnocením psychického stavu a/nebo opětovnou hospitalizací a další léčbou, podle potřeby nebo podle toho, co požaduje trest. Stejně jako u Weierové je součást trestu i trest odnětí svobody po dobu minimálně tří let.

## Ohlasy
Tento incident měl za následek zablokování stránky Creepypasta Wiki na celém waukeshském školním okrsku (angl. Waukesha School District). V úterý 3. června 2014 prohlásil Eric Knudsen, autor postavy Slender Man, že ho tato tragédie hluboce zarmoutila a vyjádřil soucit s rodinami, které byly do tohoto incidentu vtaženy. Sloshedtrain, administrátor webu Creepypasta Wiki, uvedl, že se jedná o ojedinělý případ, který určitě nevystihuje creepypastovou komunitu. Zároveň také uvedl, že Creepypasta Wiki je stránka s literárním zaměřením a že nepromíjí opravdové vraždy nebo satanistické rituály.
Členové creepypastové komunity uskutečnili charitativní 24hodinový live stream (přímý přenos) na sociální síti YouTube ve dnech 13. až 14. června 2014, aby vybrali peníze pro oběť útoku. Joe Jozwowski, administrátor stránky věnované creepypastám, uvedl, že účel live streamu bylo ukázat lidem, že se komunita zajímá o oběť útoku a že netolerují opravdové násilí jenom proto, že mají rádi fikci, která násilí obsahuje.
Guvernér státu Wisconsin Scott Walker 12. srpna učinil prohlášení, že ve středu 13. srpna 2014 vyhlašuje „Purple Hearts for Healing Day“ a pobídl občany státu Wisconsin k tomu, aby na počest oběti toho dne nosili purpurovou. Zároveň také ocenil sílu a odhodlání, kterou oběť projevila během své léčby.
Hlavní město státu Wiscnosin Madison uspořádalo jednodenní bratwurstový festival na počest oběti 29. srpna 2014, několik dní předtím, než se oběť vrátila do školy. Během akce se prodávaly párky v rohlíku a německé klobásy bratwurst, získané peníze šly na pokrytí finančních nákladů její léčby. Do akce se zapojilo více než 250 dobrovolníků a celkem se podařilo vybrat přes 70 000 dolarů.

### Diskuze o vlivu internetu na děti
Incident vyvolal rozsáhlou debatu o roli internetu ve společnosti a jeho vlivu na děti. Policejní náčelník města Waukesha Russel Jack uvedl, že tento incident by měl být důrazným varováním pro všechny rodiče a dodal, že internet je plný informací a skvělých stránek, které vzdělají i pobaví, ale že může být plný i temných a strašlivých věcí. John Egelhof, agent FBI ve výslužbě prohlásil, že se internet stal „černou dírou“, která může dítě vystavit hrozivému světu. Jako nejlepší způsob, jak zabránit budoucím incidentům, doporučil sledovat návyky svých dětí na internetu a poučit je o rozdílu mezi tím, co je správné a co ne. Shira Chessová, odborná asistentka na Georgijské univerzitě (The University of Georgia) uvedla, že creepypasty nejsou o nic nebezpečnější, než příběhy o upírech nebo oživlých mrtvolách. Také prohlásila, že stránky zasvěcené creepypastám jsou přínosné a že dávají lidem šanci zlepšit se v psaní beletrie.

### Média
Dokumentární film Pozor na Slendermana (v originále Beware the Slenderman) byl zveřejněn v dubnu 2016 a odvysílán na HBO 23. ledna 2017.
Epizoda „Glasgowmanův hněv“ 16. řady amerického televizního seriálu Zákon a pořádek: Útvar pro zvláštní oběti byla inspirována tímto incidentem.
24. října 2019, více než 5 let po incidentu, sedmnáctiletá Leutnerová poprvé veřejně promluvila o svém zážitku. Na otázku, co by Geyserové řekla, kdyby ji znovu potkala odpověděla, že by jí „poděkovala“, protože ji tento zážitek inspiroval ke kariéře v lékařství. Mimo jiné také řekla, že se s pachatelkami seznámila ve čtvrté třídě základní školy a že si na ně už moc nevzpomíná.